# Sammy Davis, Jr.: I’ve Gotta Be Me
Sammy Davis, Jr.: I’ve Gotta Be Me es un documental biográfico franco-estadounidense de 2017, dirigido por Sam Pollard, escrito por Laurence Maslon, musicalizado por Christopher Rife, en la fotografía estuvieron Mead Hunt y Allan Palmer, el elenco está compuesto por Burt Boyar, Billy Crystal y Leslie Bricusse, entre otros. El filme fue producido por 13 Productions, ARTE y American Masters; se estrenó el 11 de septiembre de 2017.

## Sinopsis
En este documental se rinde tributo a Sammy Davis, Jr., un artista con diversos talentos, aparecen varias figuras del espectáculo siendo entrevistadas, entre ellos Jerry Lewis y Whoopi Goldberg.